# Ante Božić
Ante Božić - Čoni (Solin, 1. siječnja 1954. − Čvrljevo, 14. rujna 2019.) je bio hrvatski rukometaš, rukometni trener i rukometni dužnosnik.

## Životopis
Rodio se je u Solinu 1954. godine. U solinskom Partizanu zaigrao je rukomet 1967. a već 1969. s 15 godina zaigrao je za klupske seniore sve do 1981. godine, uz kratki izlet 1975. kad je igrao za RK Partizan iz Kaštel Sućurca. U trenerskom je poslu od 1981. kad je postao trenerom mlađih uzrasta u solinskom Partizanu. Od 1982. trenira nedugo prije osnovanog RK Vranjica i u isto je vrijeme trenirao mušku mladež u RK Solin. Tako je trenirao na dva mjesta do 1985. nakon čega se je posvetio samo rukometašicama iz Vranjica, s kojima je četiri puta izborio ulazak u najviši razred hrvatskoga rukometnog natjecanja, sve s vlastitim klupskim igračkim kadrom. Tri su puta igrale u euroskim kupovima. Vrijedno je istaknuti da su kadetice Vranjica pet puta izareda bile prvakinje Hrvatske bez poraza. Za RK Vranjic bio je sve. Obnašao je teške i zahtjevne dužnosničke dužnosti, od čega je predsjednikom bio 17 godina bez prestanka, što je rijetka pojava u športu, te još i tajnik. Obnašao je i tehničke dužnosti poput blagajnika, ekonoma, prijevoznika itd. Kroz trenersku karijeru trenirao je Solin, Vranjic i Split, koji je vodio u europskom Kupu kupova.
Rukometni je zanesenjak koji je tom športu posvetio cijeli život. U hrvatskom je rukometu poslije Vatromira Srhoja rukometni djelatnik s najviše neprekidnog staža u rukometu, od čega preko 40 godina kao trener. Uvijek je htio što više mladeži privući u rukomet, i na tome je radio čak i kad se je teže razbolio. Stvorio je brojne vrhunske igrače i igračice kao što su državni reprezentativci Lisica, Perčin i Medini te od igračica Duvnjak, Režić, Milun, Grčić, Franić, Šerić, Džeko, Kalajdžić, Vrdoljak, Šimičić, Ljubičić, Lovrić i ostale.

## Nagrade i priznanja
Dobio je mnoštvo nagrada, a ističu se:
- 2007.: Nagrada za dugogodišnju uspješnu športsku djelatnost .
- 2013.: Najbolji trener u gradu Solinu.
- 2018.: Osobna nagrada grada Solina .
- Priznanje-plaketu od udruge trenera za 50 godina igranja i treniranja rukometa.